# 15882 Dingzhong
15882 Dingzhong eller 1997 CF29 är en asteroid i huvudbältet som upptäcktes den 7 februari 1997 av Beijing Schmidt CCD Asteroid Program vid Xinglong-observatoriet. Den är uppkallad efter skolan Dingzhong.
Asteroiden har en diameter på ungefär 4 kilometer.